# Zdobycie Valdivii
Zdobycie Valdivii – starcie zbrojne, które miało miejsce w dniach 3–4 lutego 1820, w trakcie wojny o niepodległość Chile.

## Przebieg
Na początku lutego 1820 roku eskadra admirała Thomasa Cochrane'a w składzie: 3 fregaty, 1 korweta, 1 brygantyna oraz 1 szkuner popłynęła do silnie ufortyfikowanego portu Valdivia w Chile, bronionego przez ponad 1600 hiszpańskich rojalistów. W nocy z 2 na 3 lutego forteca została ostrzelana z odległości 750 m z moździerzy umieszczonych na tratwie. W trakcie walki, okręty wysadziły desant liczący 443 żołnierzy pod wodzą płk. Charlesa. Wkrótce pozycje na nadbrzeżu bronione przez ok. 1000 Hiszpanów zostały zdobyte przez Chilijczyków przy wsparciu artylerii okrętowej. Hiszpanie zostali zmuszeni do wycofania się w głąb lądu. Straty chilijskie wyniosły 9 zabitych (wśród nich płk Charles) oraz 34 rannych. Po załadowaniu na okręty amunicji i żywności z portu, flota chilijska odpłynęła. 